# Lierneux
Lierneux (in vallone Lierneu) è un comune belga di 3 337 abitanti, situato nella provincia vallona di Liegi.